# Sheldon Westcott
Sheldon Westcott (nacido el 10 de agosto de 1985) es un artista marcial mixto canadiense, competidor en la división de peso wélter del Ultimate Fighting Championship (UFC). También es reconocido por su participación como concursante y finalista de The Ultimate Fighter representando al Team Canada.

## Primeros años
En sus inicios Sheldon practicaba las artes marciales como un pasatiempo, sin embargo, esta práctica pronto se convertiría en su pasión, lo que le hizo interesarse por entrar a la UFC. 
Tras dedicar un tiempo a la jardinería, decidió enfocarse por completo en el arte del jiu-jitsu antes de unirse a la marca, dejando atrás sus estudios universitarios.

## Carrera de artes marciales mixtas
Se dedica profesionalmente a las artes marciales mixtas desde 2007. Previo a su debut en UFC, tenía una racha de 8-1, la cual consiguió en The Ultimate Fighter: Nations, Canadá vs Australia.

### Ultimate Fighting Championship
Westcott hizo su debut oficial frente a uno de sus compañeros de equipo, Elias Theodorou, en la final de peso mediano en The Ultimate Fighter Nations Finale. Perdió por nocaut técnico en el segundo asalto.
Se esperaba que Westcott enfrentara a Alberto Mina el 23 de agosto de 2014, en UFC Fight Night 48. En los días previos al evento, Westcott se retiró de la pelea citando una lesión, y fue reemplazado por Shinsho Anzai.
Westcott haría su retorno a la jaula en abril de 2015, y se enfrentó a Pawel Pawlak en UFC Fight Night 64, perdió por decisión unánime.
Westcott enfrentó a Edgar García el 2 de enero de 2016 en UFC 195. Ganó por nocaut técnico en el primer asalto.
Se esperaba que Westcott se enfrentara a Alex Morono el 4 de febrero de 2017, en UFC Fight Night 104.  Sin embargo, Westcott se retiró de la pelea a principios de enero y fue reemplazado por Niko Price.
También, Westcott se enfrentaría a Danny Roberts el 16 de diciembre de 2017 en UFC en Fox 26. Hubo complicaciones y fue eliminado de la tarjeta por razones no reveladas a principios de diciembre, y posteriormente, es reemplazado por Nordine Taleb.

## Récord en artes marciales mixtas
| Res.     | Récord | Oponente        | Método                      | Evento                                 | Fecha                    | Ronda | Tiempo | Localización | Notas                                                            |
| -------- | ------ | --------------- | --------------------------- | -------------------------------------- | ------------------------ | ----- | ------ | ------------ | ---------------------------------------------------------------- |
| Victoria | 9-3-1  | Edgar García    | KO (golpes)                 | UFC 195                                | 2 de enero de 2016       | 1     | 3:12   | Las Vegas    |                                                                  |
| Derrota  | 8-3-1  | Pawel Pawlak    | Decisión (unánime)          | UFC Fight Night: Gonzaga vs. Cro Cop 2 | 11 de abril de 2015      | 3     | 5:00   | Krakow       | Regreso al peso welter.                                          |
| Derrota  | 8-2-1  | Elias Theodorou | TKO (golpes y codos)        | The Ultimate Fighter Nations Finale    | 16 de abril de 2014      | 2     | 4:41   | Quebec       | Perdió el The Ultimate Fighter: Nations Middleweight Tournament. |
| Victoria | 8-1-1  | Aaron Shmyr     | Sumisión (guillotine choke) | FFL 5 - Fivestar Fight League 5        | 13 de abril de 2013      | 1     | 0:13   | Yellowknife  |                                                                  |
| Victoria | 7-1-1  | Nic Herron-Webb | Sumisión (guillotine choke) | AFC 17 - Anarchy                       | 23 de marzo de 2013      | 3     | %:00   | Edmonton     |                                                                  |
| Victoria | 6-1-1  | Jay Jensen      | Sumisión (guillotine choke) | AMMA 9 - Ford vs. Goodall              | 11 de febrero de 2012    | 1     | 0:26   | Edmonton     |                                                                  |
| Victoria | 5-1-1  | Thomas Denny    | Decisión (unánime)          | MFC 30: Up Close & Personal            | 10 de junio de 2011      | 3     | 5:00   | Edmonton     |                                                                  |
| Empate   | 4-1-1  | Thomas Denny    | Decisión (dividida)         | MFC 28: Supremacy                      | 25 de febrero de 2011    | 3     | 5:00   | Enoch        |                                                                  |
| Victoria | 4-1    | Simon Marini    | Sumisión (guillotine choke) | AMMA 4 - Victory                       | 9 de junio de 2010       | 1     | 0:28   | Edmonton     |                                                                  |
| Victoria | 3-1    | Tim Smith       | KO (golpes)                 | TFC 10 - High Voltage                  | 19 de mayo de 2010       | 1     | 0:29   | Edmonton     |                                                                  |
| Victoria | 2-1    | Kyle Millberry  | KO (golpes)                 | Heat XC 1                              | 30 de enero de 2009      | 1     | 0:51   | Edmonton     |                                                                  |
| Victoria | 1-1    | Jeff Kilisolsky | Sumisión (guillotine choke) | MFC 18 - Famous                        | 28 de septiembre de 2008 | 1     | 3:33   | Enoch        |                                                                  |
| Derrota  | 0-1    | Victor Bachmann | Decisión (dividida)         | King of the Cage: Brawl in the Mall    | 17 de agosto de 2007     | 3     | 5:00   | Edmonton     |                                                                  |